# Cerova (miasto Pirot)
Cerova (cyr. Церова) – wieś w Serbii, w okręgu pirockim, w mieście Pirot. W 2011 roku liczyła 104 mieszkańców.